# Erica conferta
Erica conferta är en ljungväxtart som beskrevs av Gábor Gabriel Andreánszky. Erica conferta ingår i släktet klockljungssläktet, och familjen ljungväxter. Inga underarter finns listade i Catalogue of Life.